# مایک سامربی
مایک سامربی (انگلیسی: Mike Summerbee؛ زادهٔ ۱۵ دسامبر ۱۹۴۲) بازیکن فوتبال اهل انگلستان و باشگاه فوتبال منچستر سیتی بود که سابقهٔ بازی در تیم ملی فوتبال انگلستان را در کارنامهٔ خود دارد. وی در تاریخ ۲۴ فوریه ۱۹۶۸ نخستین بازی ملی خود را در مقابل تیم ملی فوتبال اسکاتلند انجام داد و با حضور در ۸ بازی ملی، در تاریخ ۱۰ ژوئن ۱۹۷۳ واپسین بازی ملی‌اش را در برابر تیم ملی فوتبال اتحاد جماهیر شوروی سوسیالیستی برگزار کرد.
این بازیکن توانسته در بازی‌های ملی، ۱ گل به ثمر برساند.

## در عرصه سینما
- فرار به سوی پیروزی

## افتخارات

### منچسترسیتی
- لیگ سطح اول انگلستان: ۱۹۶۸
- جام حذفی انگلستان: ۱۹۶۹
- جام اتحادیه انگلستان: ۱۹۷۰
- سوپرجام انگلستان: ۱۹۶۸ , ۱۹۷۲
- جام در جام اروپا: ۱۹۷۰

### افتخارات شخصی
- مدال برنز جام ملت های اروپا:‌‌ ۱۹۶۸
- بازیکن سال باشگاه منچسترسیتی: ۱۹۷۲ , ۱۹۷۳
- بازیکن سال باشگاه سویندون تاون: ۱۹۶۵
- تالار مشاهیر فوتبال انگلستان
- تالار مشاهیر باشگاه منچسترسیتی
- مدال امپراتوری بریتانیا